# Lagunas de Teno
Las lagunas de Teno son dos lagunas cordilleranas y juntas que nacen de las laderas del volcán Planchón y descargan en el río Malo (Teno). Están ubicadas en la comuna de Romeral, Provincia de Curicó, Región del Maule, Chile.

## Embalse El Planchón
Las lagunas están peraltadas para regular el caudal del río Teno desde el año 1952. El embase así formado es el embalse El Planchón y tiene una capacidad de almacenamiento de 70 hm³.: 380 
El embalse tiene una capacidad de 73,0 hm³ que benefician a 35.500 ha. Su muro de tierra tiene una altura de 14 m y se encuentra bajo administración privada.: 2.12 